# Hạt Harju
Hạt Harju (tiếng Estonia: Harju maakond), hay Harjumaa (tiếng Đức: Harrien, tiếng Latinh: Harria) là một hạt của Estonia. Thủ phủ đóng ở thành phố Talinn. Hạt có diện tích 4333 km2, dân số 528.468 người, chiếm 39,4% dân số Estonia (thời điểm tháng 1 năm 2011). Hạt nằm ở phía bắc Estonia, trên bờ biển phía nam của vịnh Phần Lan, và giáp giới với hạt Lääne-Viru ở phía đông, hạt Järva phía đông nam, hạt Rapla ở phía nam, và hạt Lääne ở phía nam-tây.
Tallinn, thủ đô của Estonia, được bao gồm trong hạt. Hội đồng Thành phố Tallinn đã áp dụng Chính phủ được đưa ra một tình trạng đặc biệt với luật pháp riêng của mình.
Tờ báo chính thức của hạt là Harju Elu.

## Khu tự quản

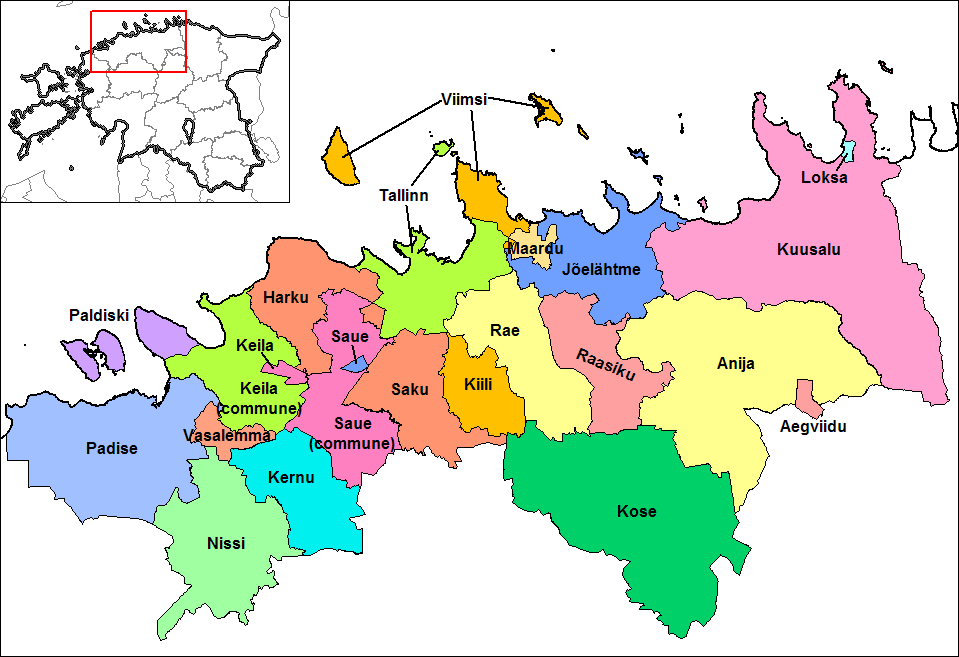
Các khu tự quản của hạt Harju

Hạt được chia thành 23 khu tự quản. Có 6 khu tự quản thành thị (tiếng Estonia: linnad) và 17 khu tự quản nông thôn (tiếng Estonia: vallad ở hạt Harju
| Thứ tự | Khu tự quản | Loại      | Dân số (2015) | Diện tích km² | Mật độ< |
| ------ | ----------- | --------- | ------------- | ------------- | ------- |
| 1      | Aegviidu    | Nông thôn | 712           | 11,97         | 59,5    |
| 2      | Anija       | Nông thôn | 5.685         | 520,94        | 10,9    |
| 3      | Harku       | Nông thôn | 14.505        | 159,07        | 91,2    |
| 4      | Jõelähtme   | Nông thôn | 6.547         | 210,86        | 31,0    |
| 5      | Keila       | Thành thị | 9.758         | 11,25         | 867,4   |
| 6      | Keila       | Nông thôn | 5.312         | 178,88        | 29,7    |
| 7      | Kernu       | Nông thôn | 2.315         | 174,70        | 13,3    |
| 8      | Kiili       | Nông thôn | 5.229         | 100,37        | 52,1    |
| 9      | Kose        | Nông thôn | 7.209         | 532,84        | 13,5    |
| 10     | Kuusalu     | Rural     | 6.435         | 707,93        | 9,1     |
| 11     | Loksa       | Thành thị | 2.665         | 3,81          | 699,5   |
| 12     | Maardu      | Thành thị | 17.141        | 22,76         | 753,1   |
| 13     | Nissi       | Thành thị | 2.866         | 264,92        | 10,8    |
| 14     | Padise      | Nông thôn | 1.583         | 366,55        | 4,3     |
| 15     | Paldiski    | Thành thị | 4.056         | 60,17         | 67,4    |
| 16     | Raasiku     | Nông thôn | 4.749         | 158,86        | 29,9    |
| 17     | Rae         | Nông thôn | 16.859        | 206,73        | 81,6    |
| 18     | Saku        | Nông thôn | 9.843         | 171,13        | 57,5    |
| 19     | Saue        | Thành thị | 5.631         | 4,39          | 1.282,7 |
| 20     | Saue        | Nông thôn | 10.907        | 195,22        | 55.9    |
| 21     | Tallinn     | Thành thị | 41.782        | 158,27        | 2.614,4 |
| 22     | Vasalemma   | Nông thôn | 2.613         | 38,66         | 67,6    |
| 23     | Viimsi      | Nông thôn | 19.199        | 72,84         | 263,6   |

## Hình ảnh

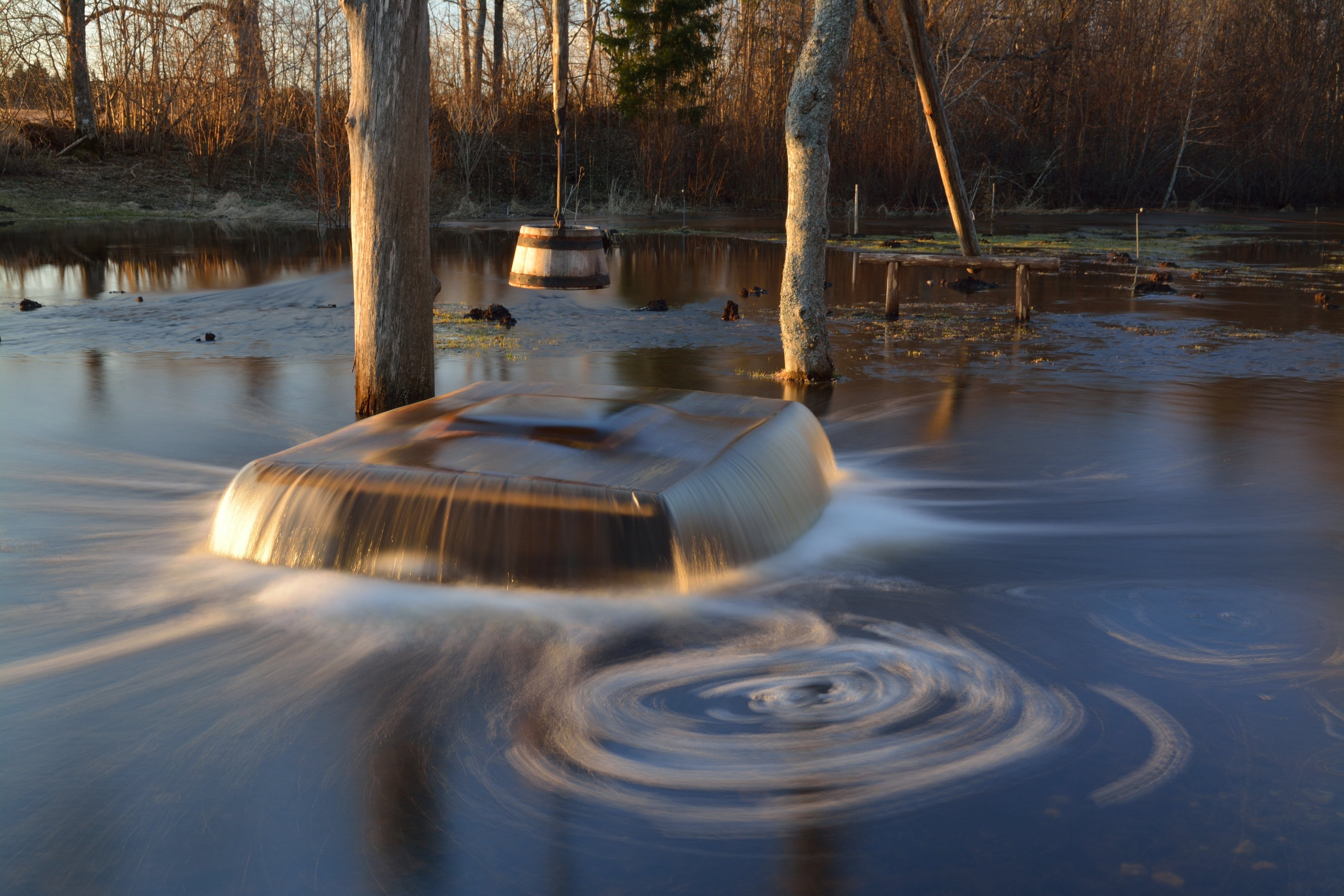
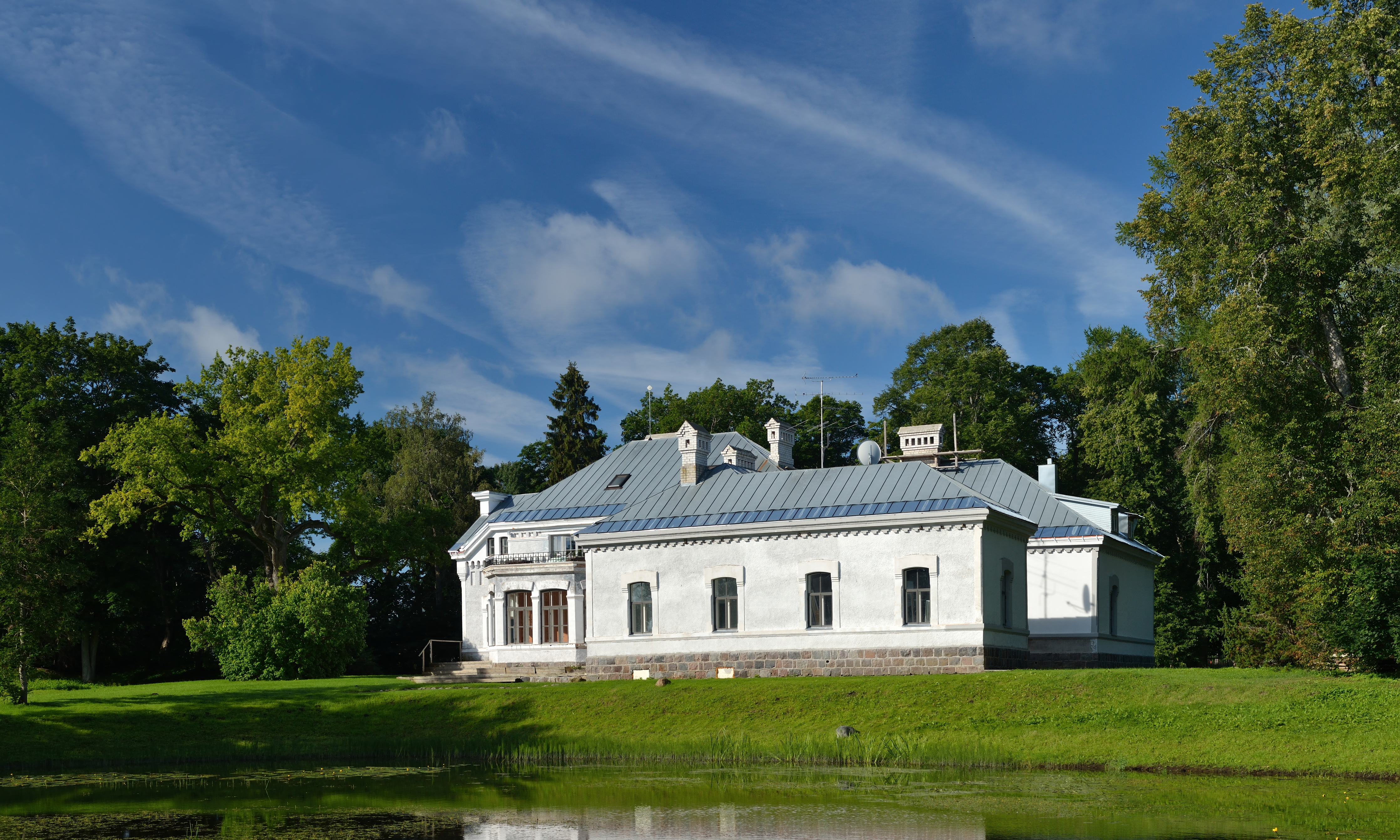
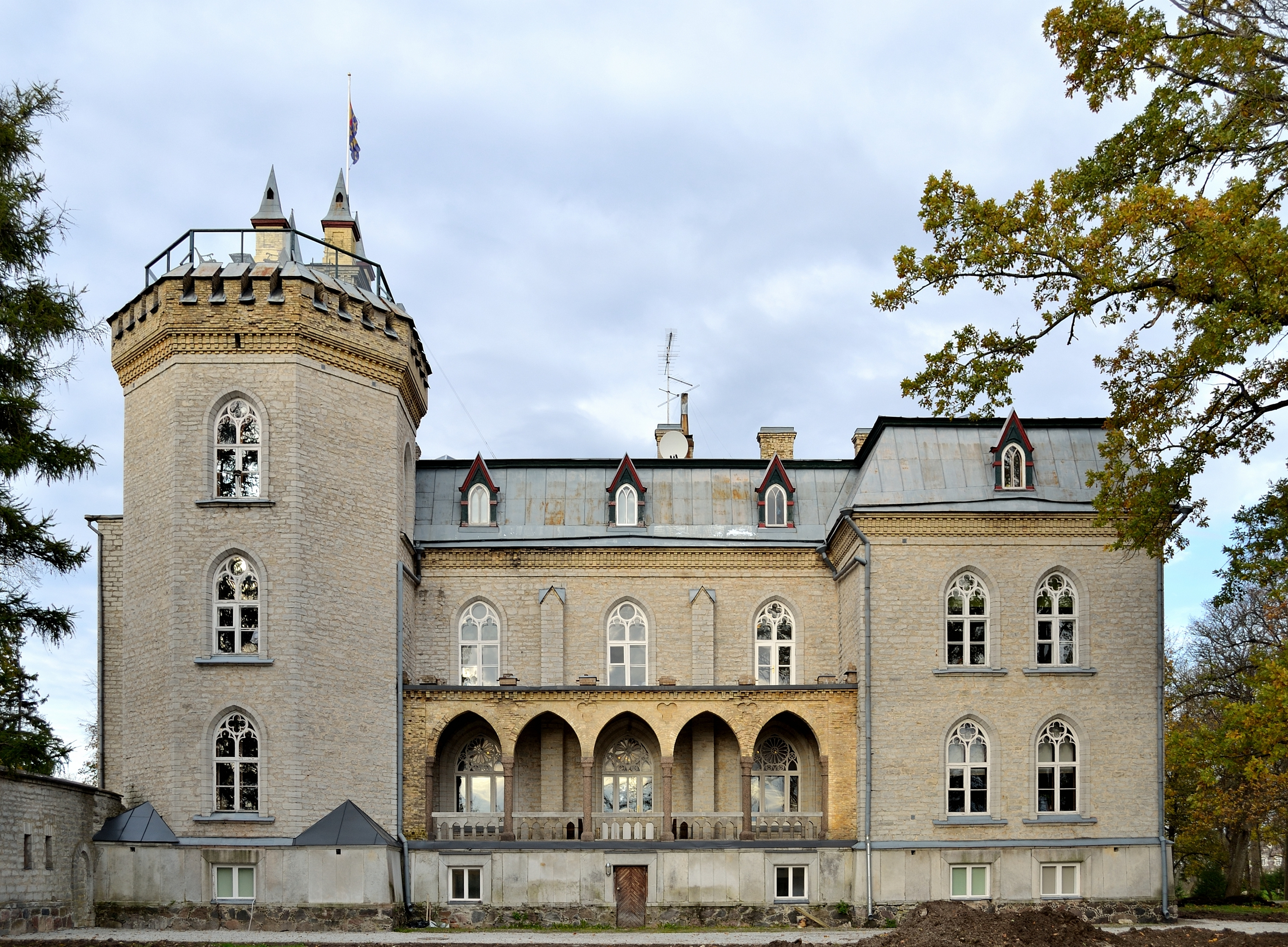
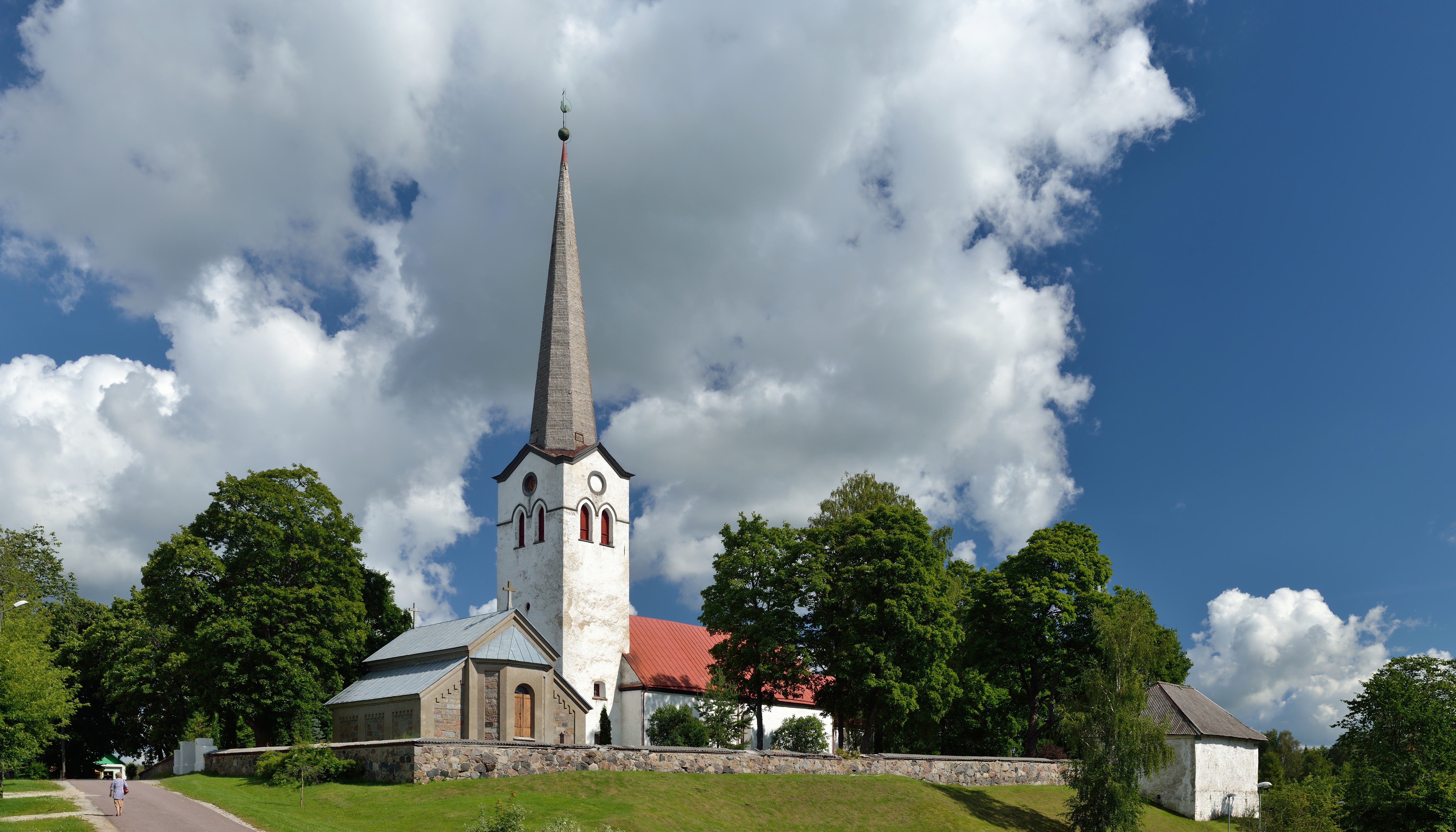
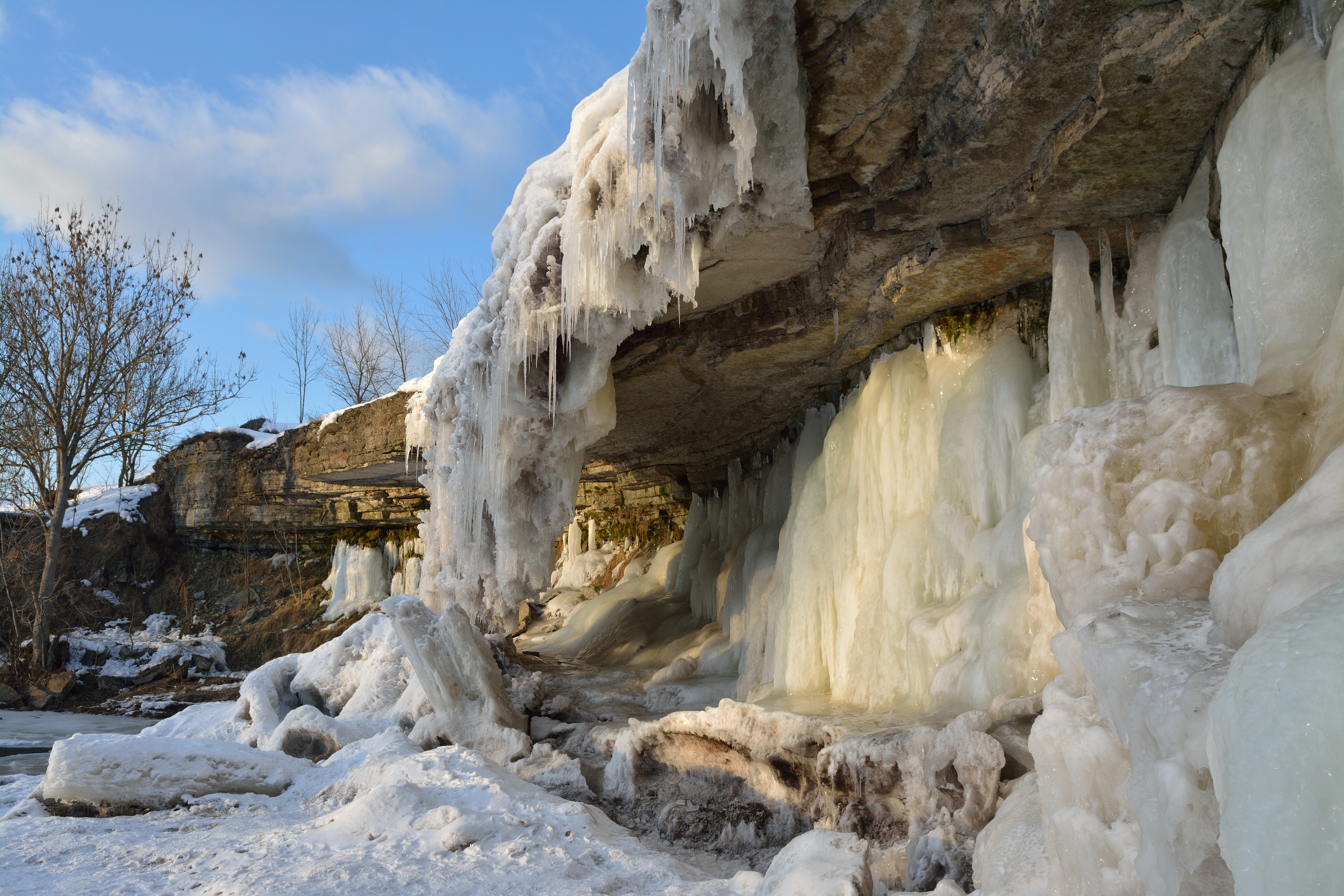
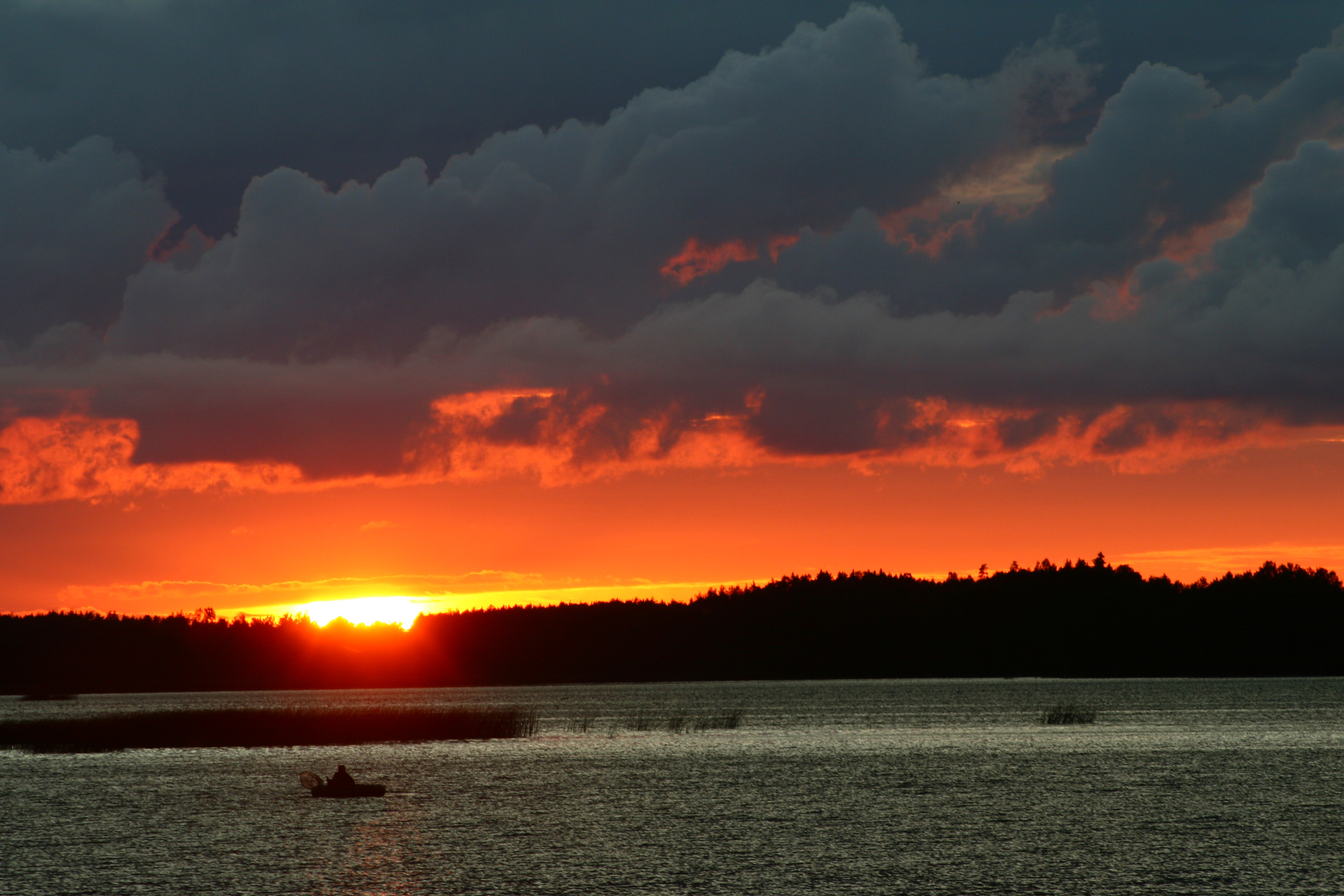
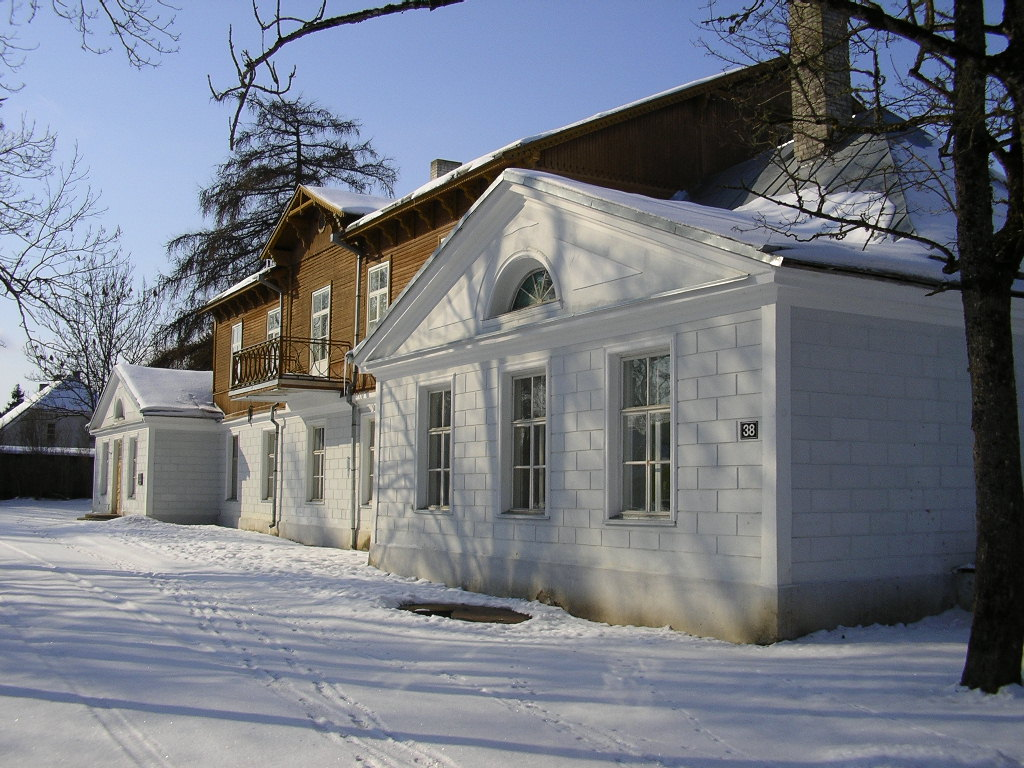
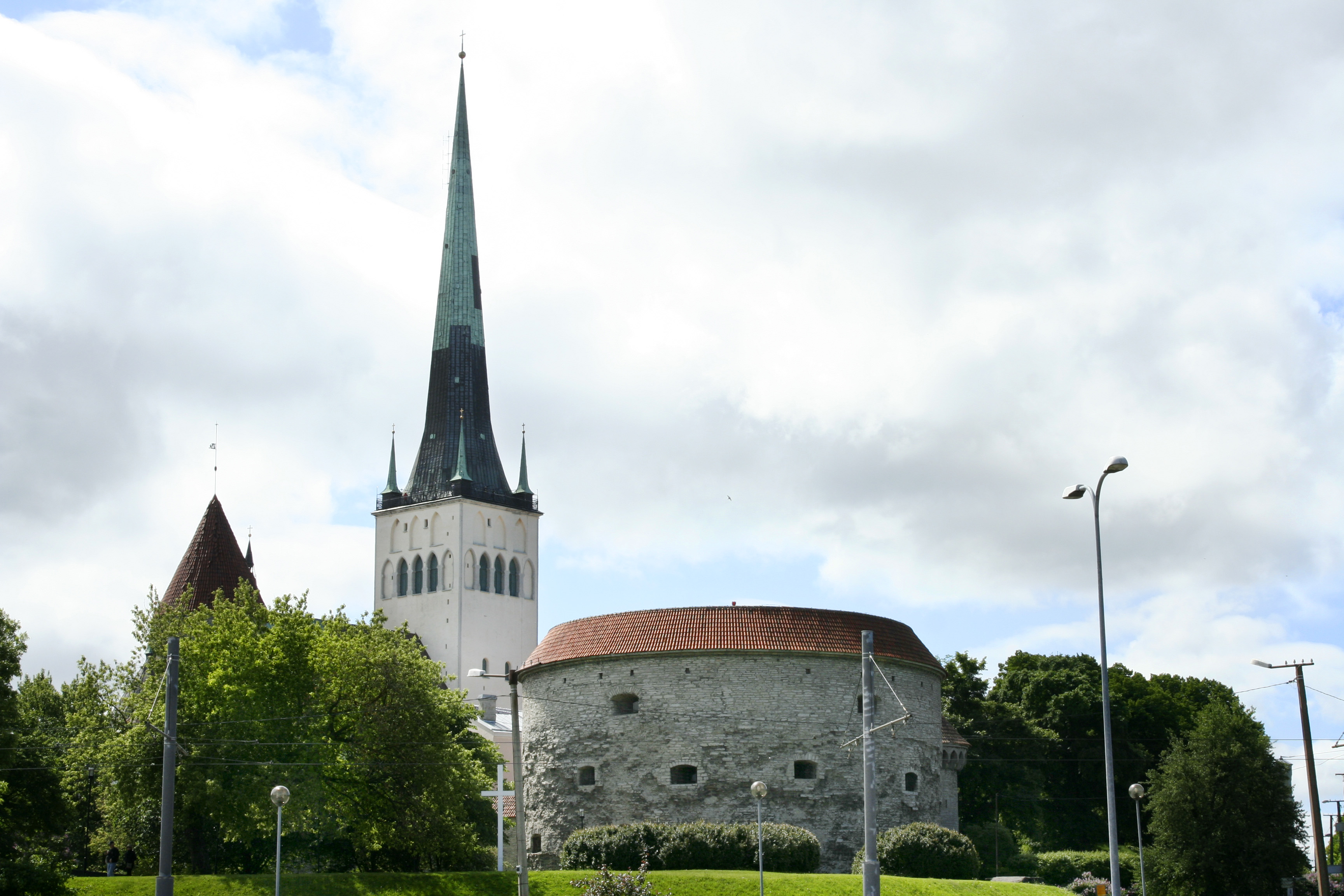
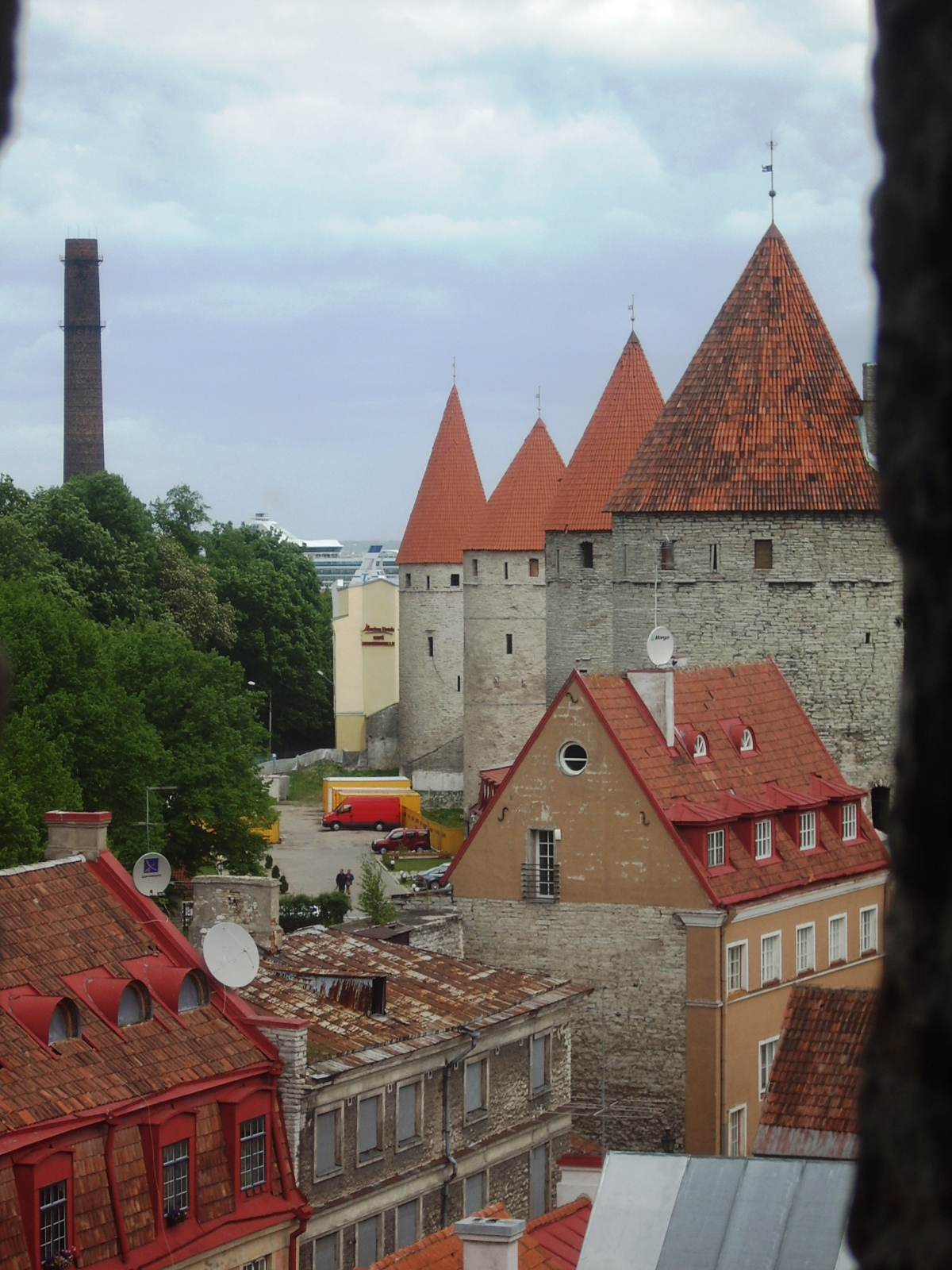
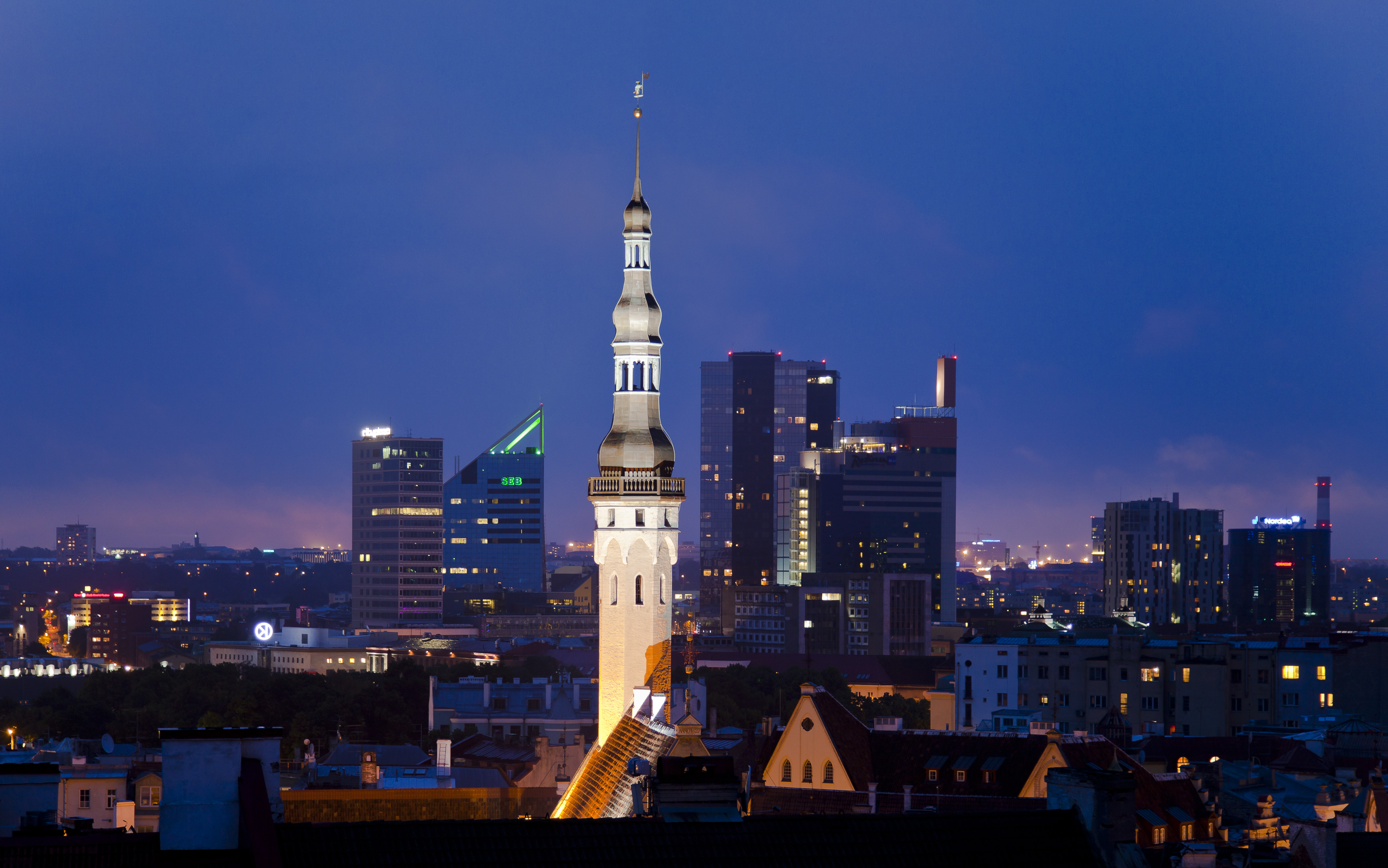
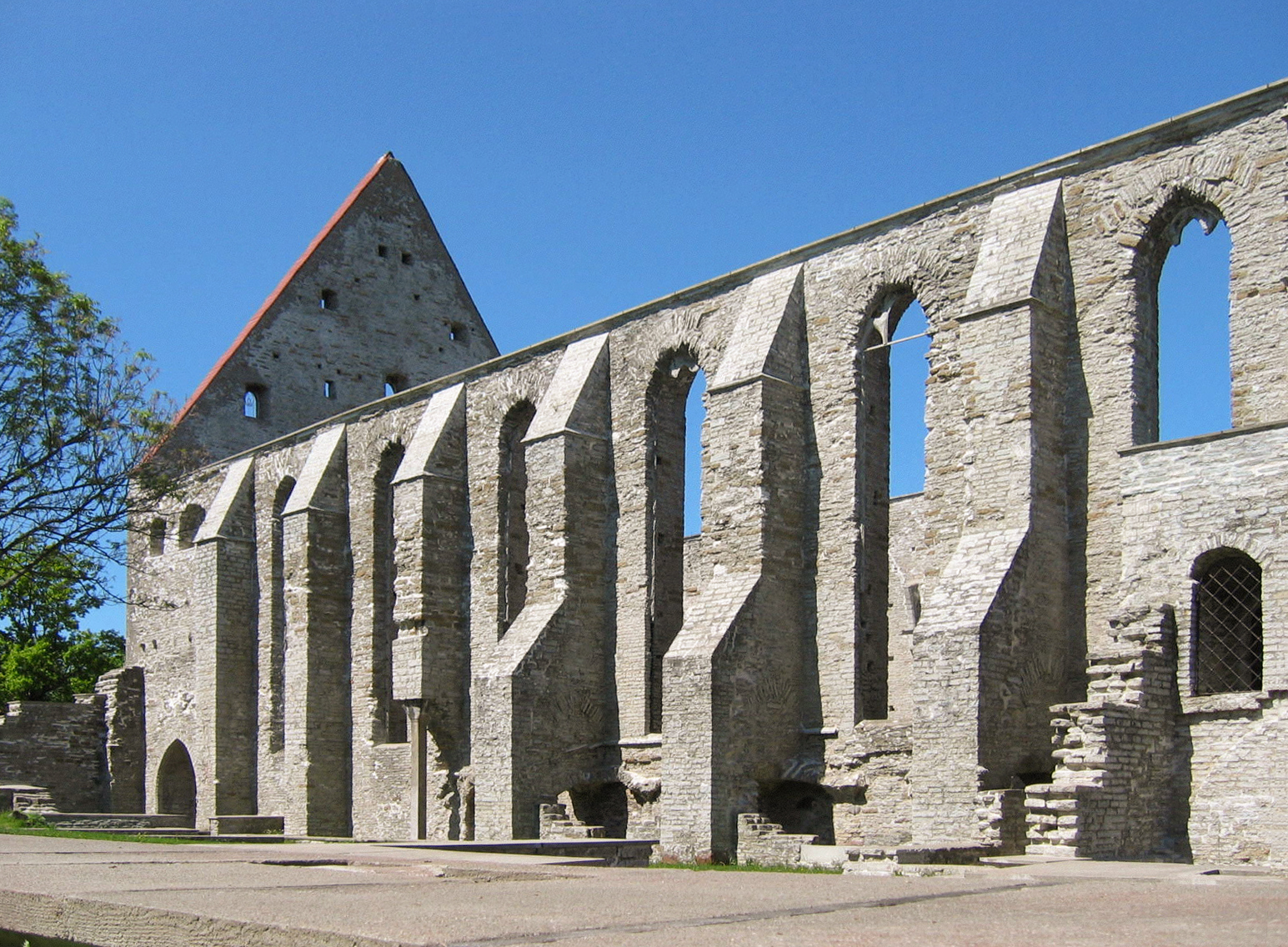
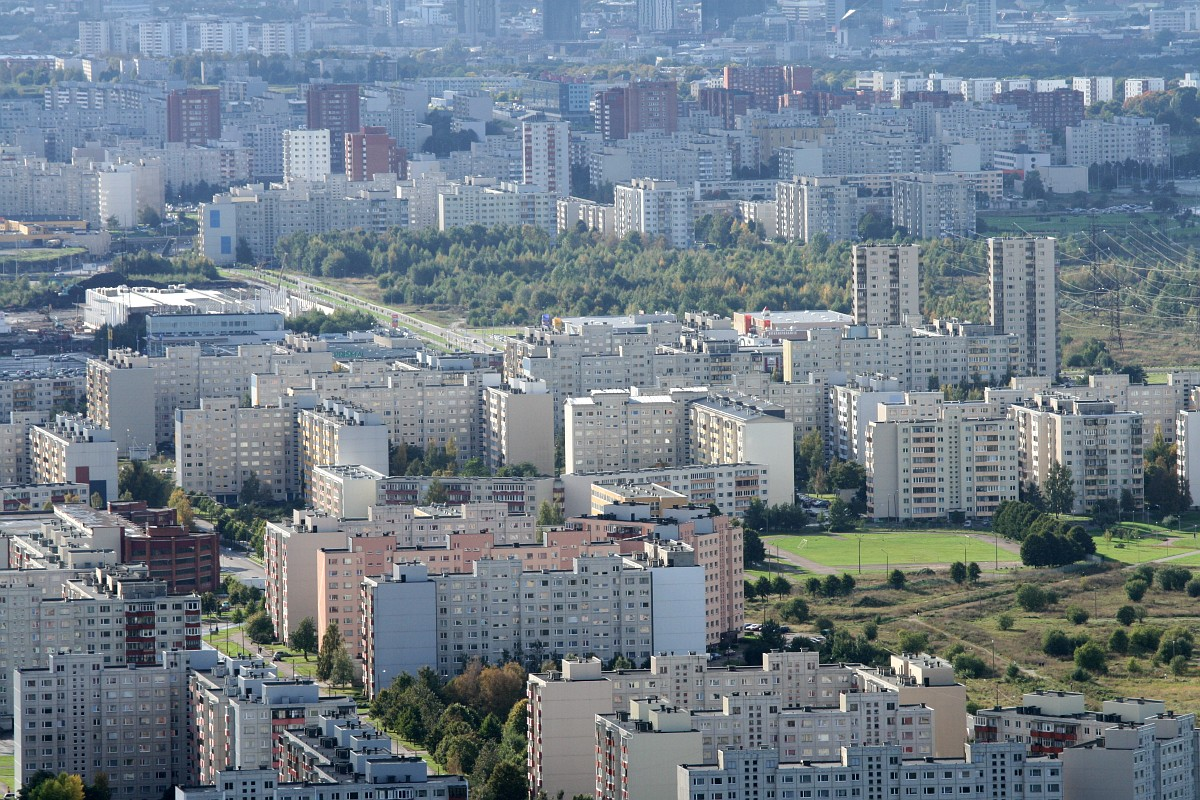
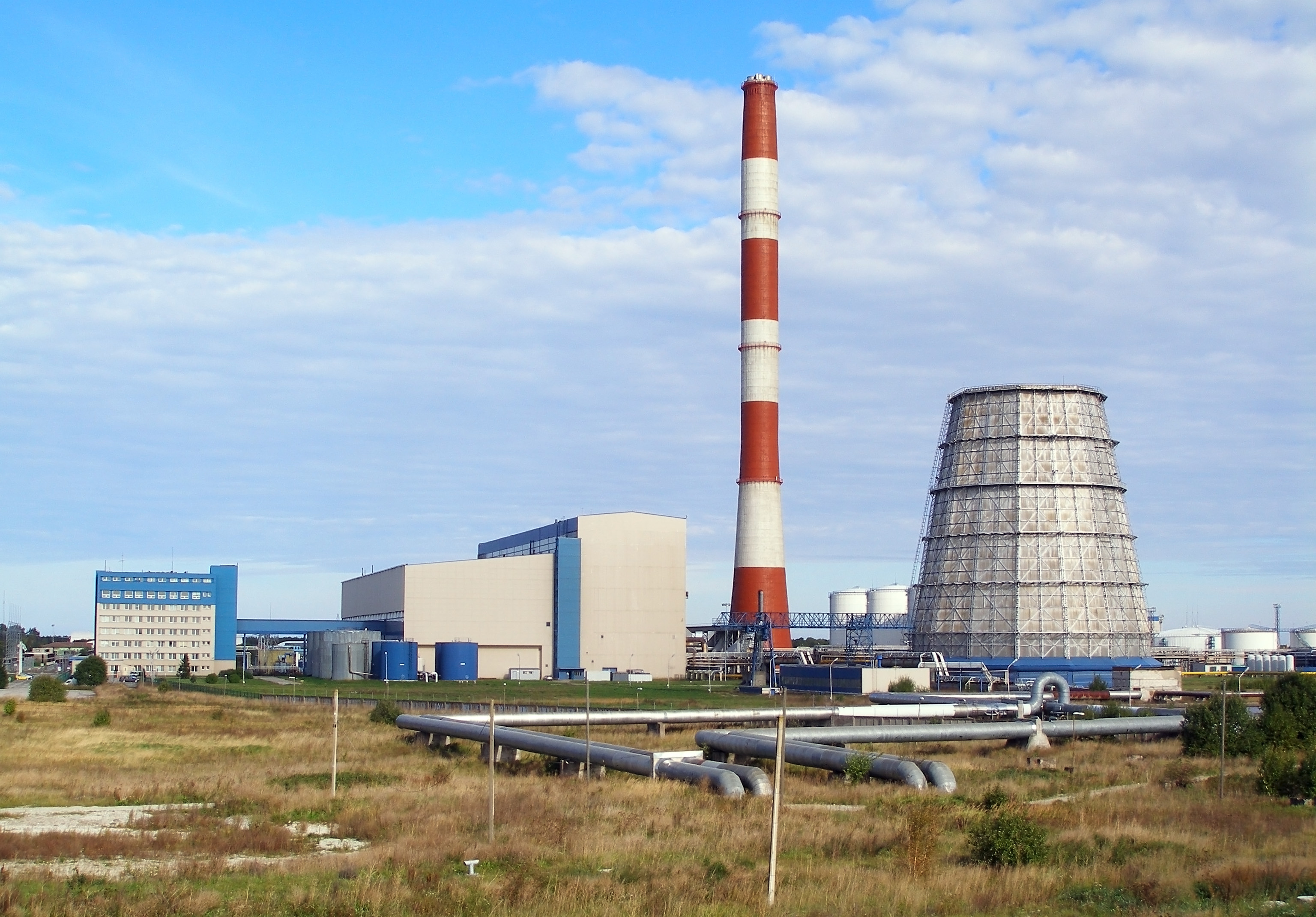
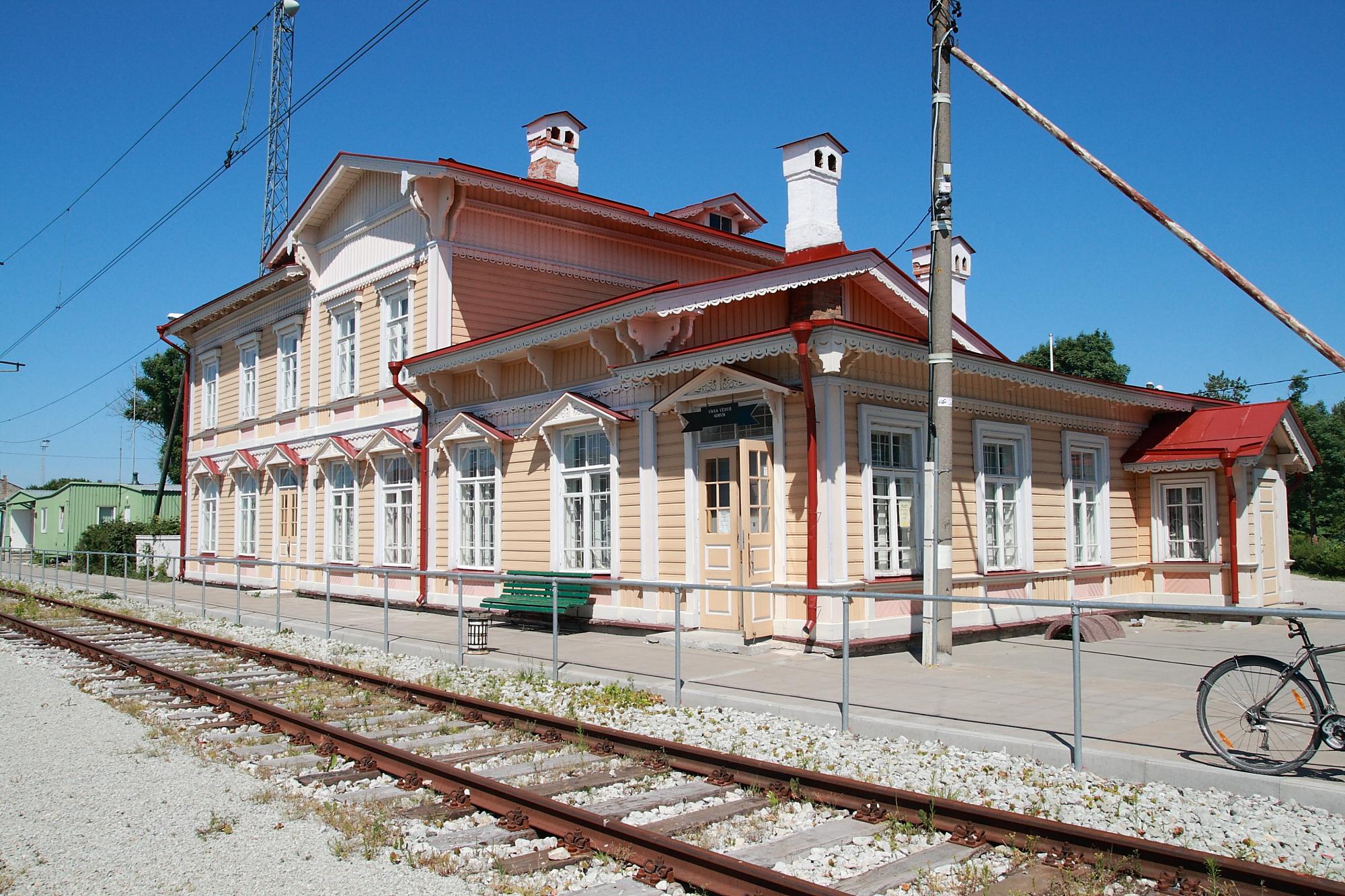
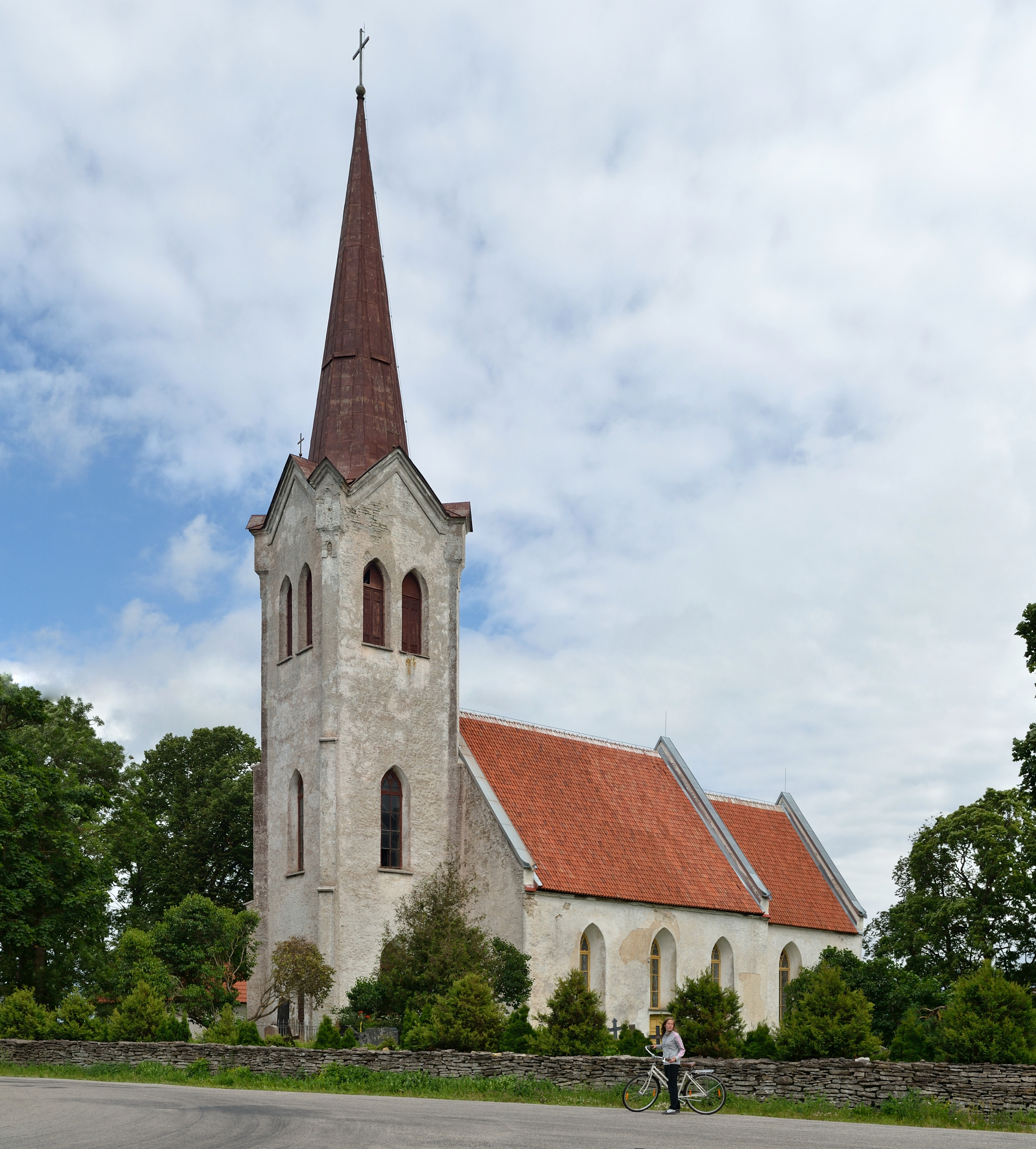
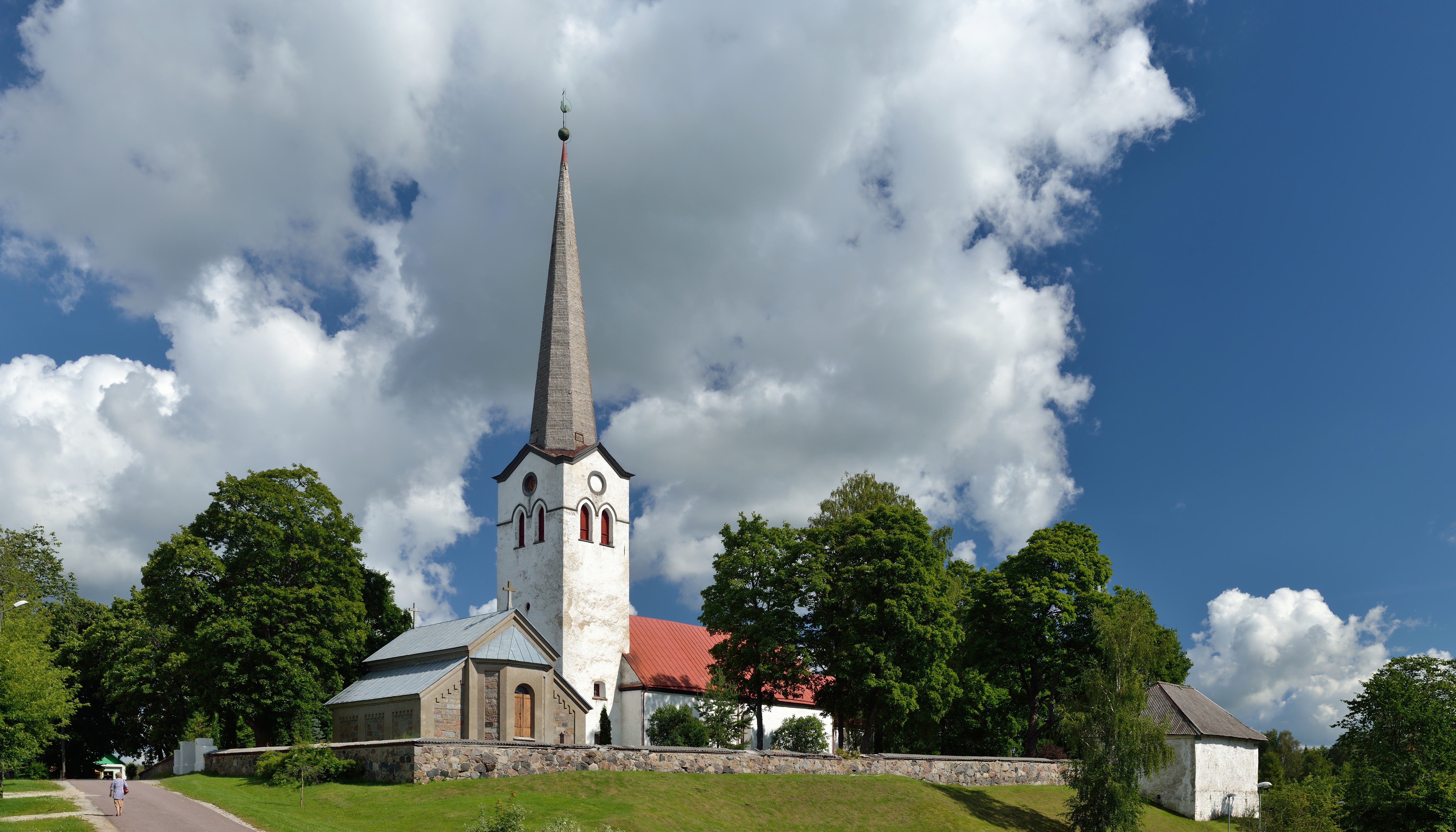
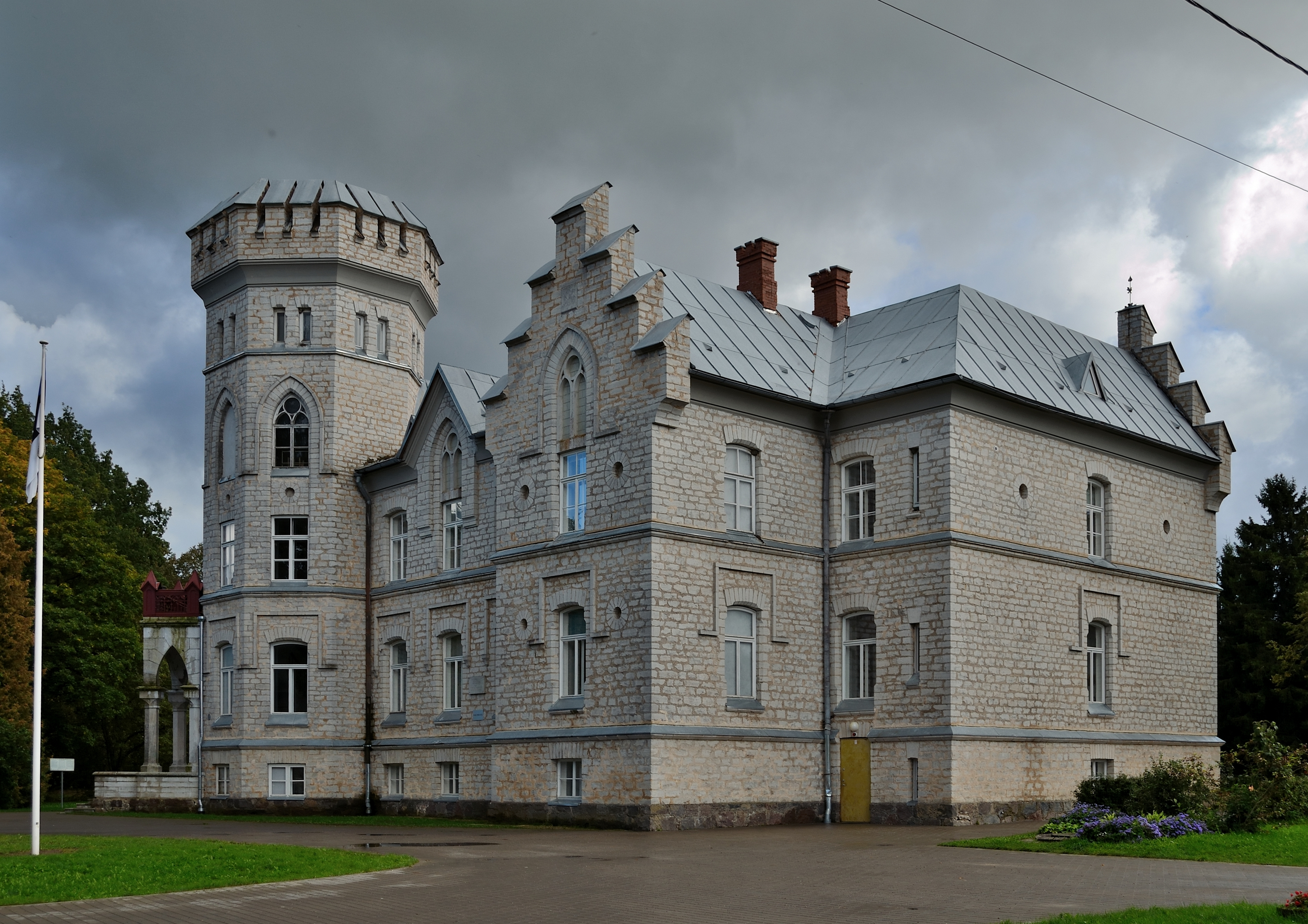
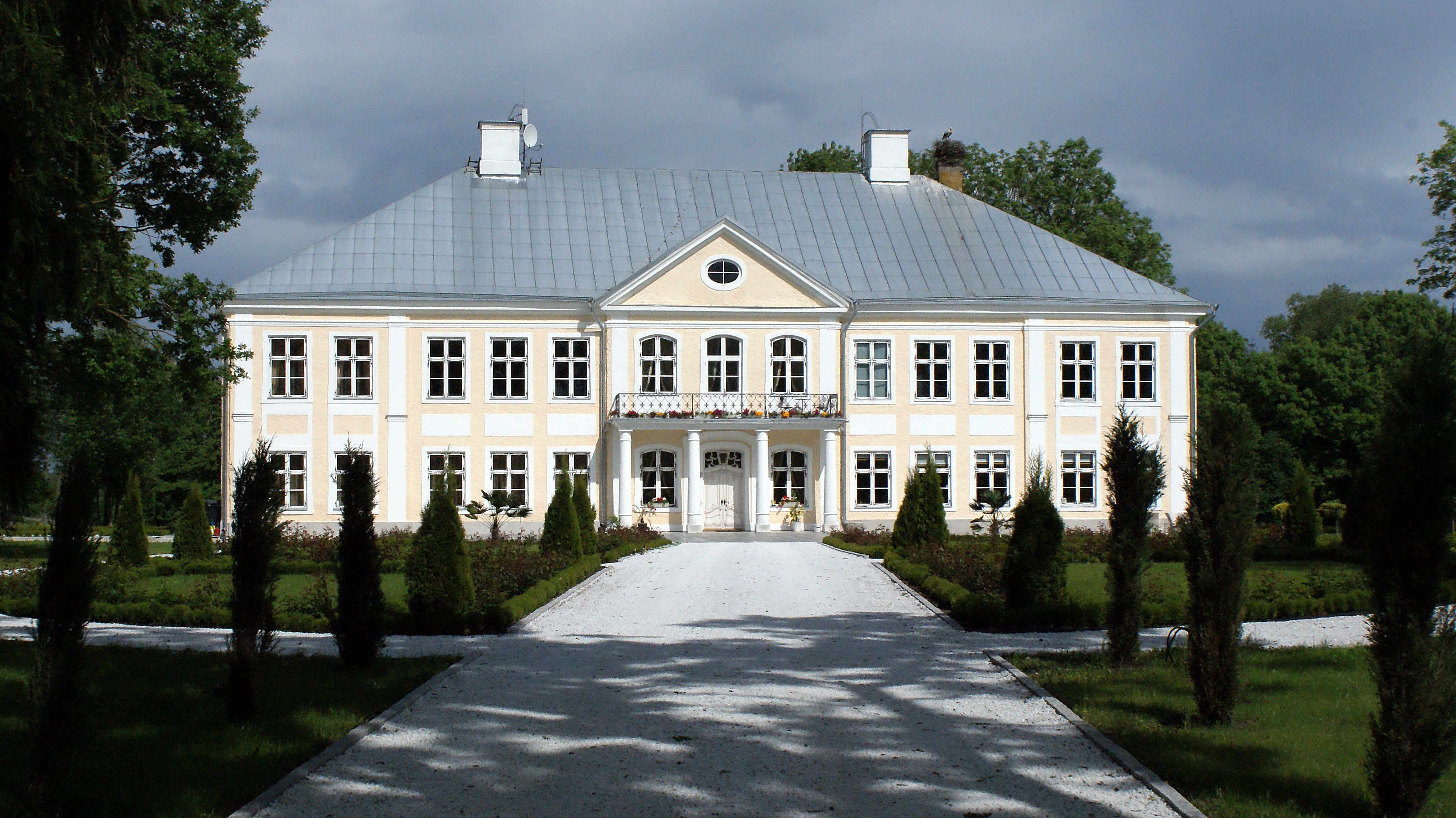
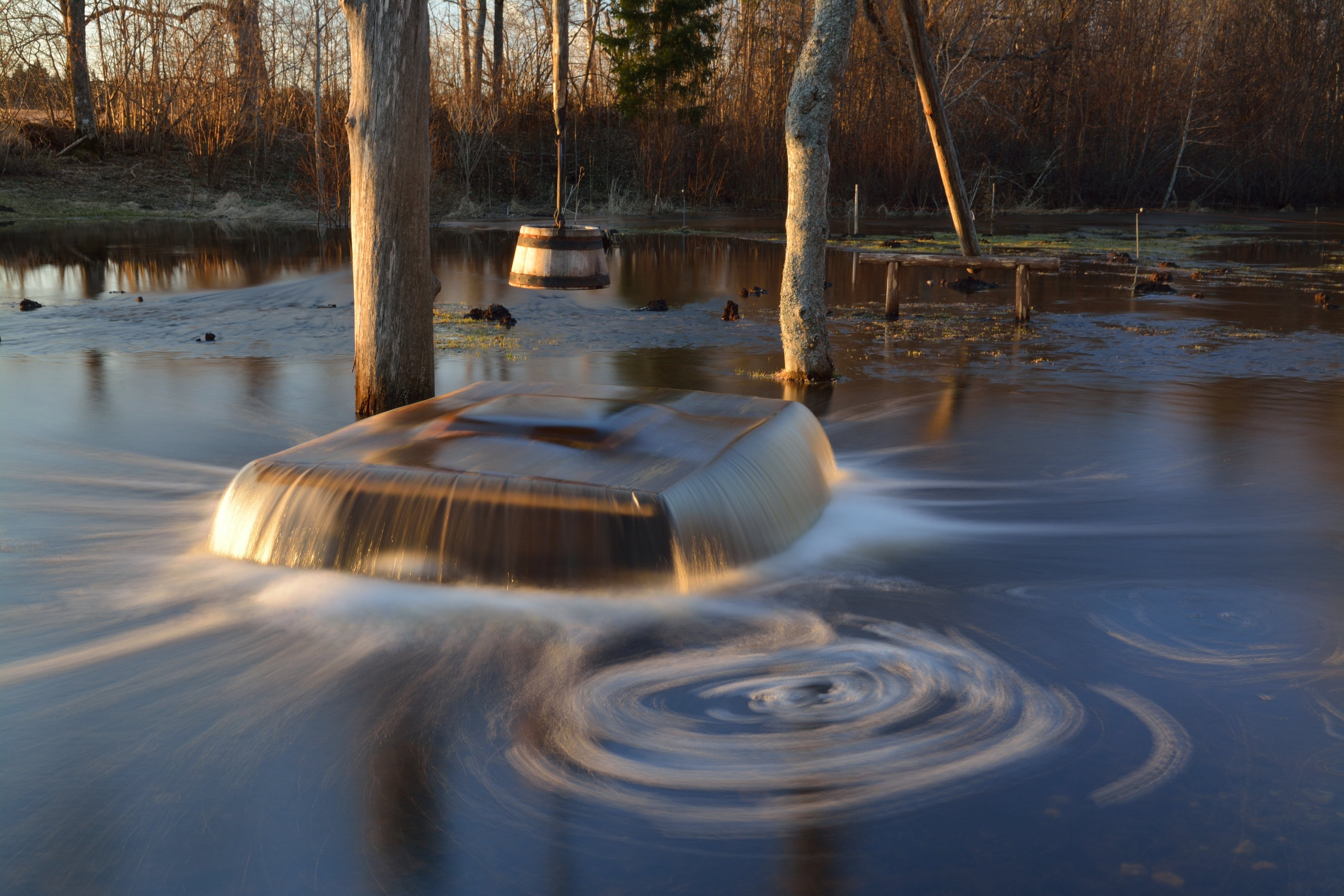
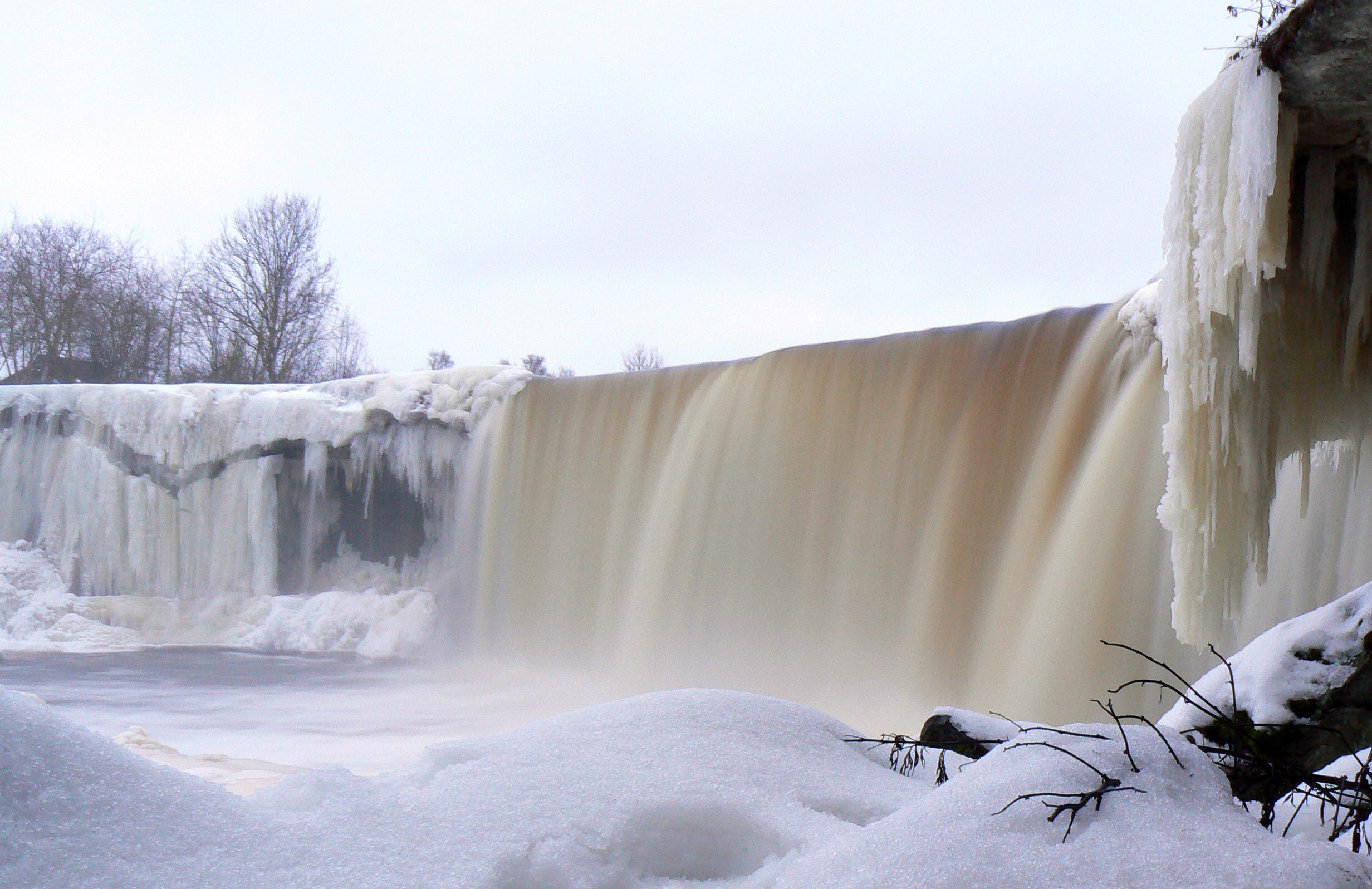
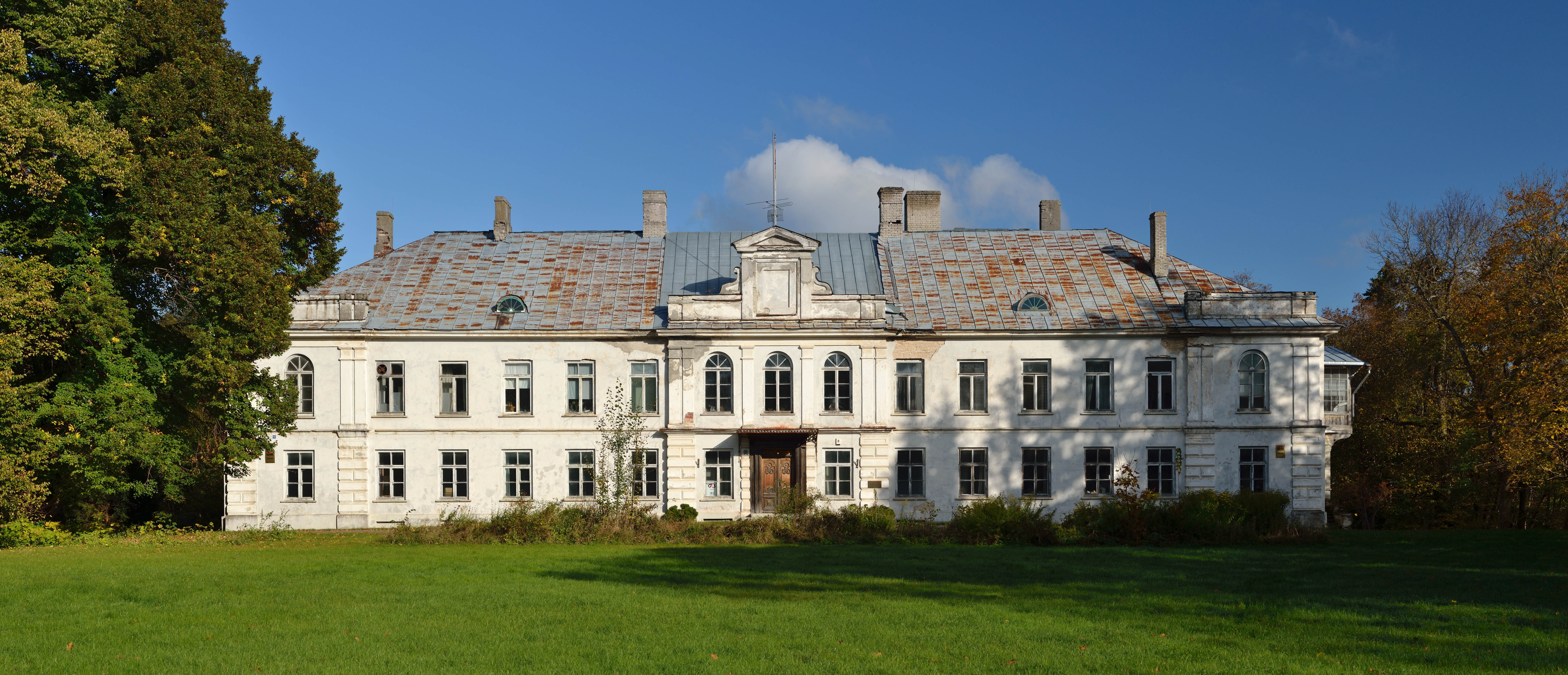

- Tập tin:Tallinn TV tower.JPG